# Vasai–Virár
Vasai–Virar je město v regionu Konkan státu Maháráštra v západní Indii. Je to nejlidnatější část okresu Palghar a je také součástí metropolitního regionu Bombaj. Podle sčítání lidu z roku 2011 je to páté největší město v Maháráštře. Leží více než 50 km severně od Bombaje. Město se nachází na severním břehu řeky Vasai, která ústí do řeky Ulhas. Vasai–Virar je aglomerace několika dříve samostatných měst. Území zhruba odpovídá starověkému přístavu a centru obchodu a buddhismu městu Sopara (či také zváno Supparak) starověké Indie.
Součástí města je historická část západního předměstí Bombaje, Vasai. Portugalci zde vybudovali pevnost Vasai, aby posílili svou námořní převahu v Arabském moři. Tehdy se město Vasai jmenovalo Bassein. Pevnost převzala v roce 1739 maráthská armáda po porážce portugalské armády. Od roku 1780 kontrolovali toto území Britové po svém vítězství v první anglo-maráthské válce.

## Historie
Vasai-Virar, dříve Bassein nebo Vasai, město (či městský konglomerát) leží na západě státu Maháráštra, na pobřeží Arabského moře severně od Bombaje. Město Bassein (Vasai) bylo až do roku 1317 součástí území hinduistického území Devagiri Yadavas a později se stalo přístavem pro muslimské krále svazového státu Gudžarát. V roce 1526 zde postavili Portugalci pevnost (nyní v troskách) a obchodní stanici a město se proslavilo stavbou lodí.
Portugalci se svou námořní silou a svou křižáckou srdnatostí byli nepochybnými pány Indického oceánu. Když do Indie dorazili, byl Bassein (Vasai) pod vládou Bahádura Šáha, sultána z Gudžarátu.
Dne 23. prosince 1534 podepsal sultán z Gudžarátu smlouvu s Portugalci a postoupil Bassein i s územím Salsette, Bombaj, Parel, Vadala, Siao (Sion), Vorli (Worli), Džadída, Théné, Bandra, Mahim, Caranja (Uran).

## Vasai-Virar
V roce 2009 bylo město administrativně spojeno se sousedním Virarem (na severu) a několika desítkami dalších okolních komunit čímž vzniklo město Vasai-Virar a okamžitě se stalo jednou z nejlidnatějších městských oblastí ve státě. Město je již dlouho velkým centrem rybolovu a vývozcem zemědělských produktů. Mezi tradiční průmyslová odvětví patří ručně tkané výrobky z hedvábí a bavlny a produkce soli. Došlo k nárůstu ve stavebnictví a ve vývoji nových technologií, např. vývoj softwarů. Město se stalo předměstím Bombaje.